# Череповецький район
Черепове́цький район (рос. Череповецкий район) — муніципальне утворення у складі Вологодської області (Росія).
Адміністративний центр — місто Череповець, яке, однак, не входить до складу району.

## Населення
Населення району становить 38570 осіб (2019, 41025 у 2010, 40871 у 2002).

## Адміністративно-територіальний поділ
На території району 13 сільських поселень:
| Поселення                        | Площа, км² | Населення, осіб (2002) | Населення, осіб (2010) | Населення, осіб (2019) | Центр           | Населені пункти |
| -------------------------------- | ---------- | ---------------------- | ---------------------- | ---------------------- | --------------- | --------------- |
| Абакановське сільське поселення  | 350        | 2759                   | 2906                   | 2603                   | Абаканово       | 49              |
| Воскресенське сільське поселення | -          | 2961                   | 2569                   | 2219                   | Воскресенське   | 119             |
| Ірдоматське сільське поселення   | -          | 1727                   | 1752                   | 2195                   | Ірдоматка       | 8               |
| Климовське сільське поселення    | -          | 2643                   | 2624                   | 2409                   | Климовське      | 7               |
| Малечкінське сільське поселення  | -          | 2281                   | 2246                   | 2060                   | Малечкіно       | 11              |
| Мяксинське сільське поселення    | -          | 2490                   | 2395                   | 2108                   | Мякса           | 70              |
| Нелазьке сільське поселення      | -          | 1987                   | 2101                   | 2003                   | Шулма           | 16              |
| Судське сільське поселення       | -          | 6583                   | 6803                   | 6352                   | Суда            | 12              |
| Тоншаловське сільське поселення  | -          | 5262                   | 6041                   | 5743                   | Тоншалово       | 12              |
| Уломське сільське поселення      | -          | 4218                   | 3997                   | 3170                   | Коротово        | 82              |
| Югське сільське поселення        | 188        | 4186                   | 4083                   | 3848                   | Нове Домозерово | 124             |
| Ягановське сільське поселення    | -          | 1243                   | 1043                   | 931                    | Яганово         | 35              |
| Яргомзьке сільське поселення     | -          | 2531                   | 2907                   | 2929                   | Ботово          | 11              |

8 квітня 2009 року були ліквідовані Дмитрієвське сільське поселення та Івановське сільське поселення, їхні території увійшли до складі Воскресенського сільського поселення; ліквідовані Домозеровське сільське поселення, Мусорське сільське поселення, Сурковське сільське поселення та Шалімовське сільське поселення, їхні території утворили нове Югське сільське поселення.
30 травня 2013 року було ліквідоване Щетинське сільське поселення, його територія увійшла до складу Мяксинського сільського поселення.
28 квітня 2015 року були ліквідовані Коротовське сільське поселення, Ніколо-Раменське сільське поселення та Ягницьке сільське поселення, їхні території утворили нове Уломське сільське поселення.

## Найбільші населені пункти
Нижче подано населені пункти з чисельністю населення понад 1000 осіб:
| № | Населений пункт | Населення, осіб (2002) | Населення, осіб (2010) |
| - | --------------- | ---------------------- | ---------------------- |
| 1 | Суда            | 5 692                  | 5 890                  |
| 2 | Тоншалово       | 4 102                  | 4 514                  |
| 3 | Климовське      | 1 058                  | 2 459                  |
| 4 | Ботово          | 2 471                  | 2 452                  |
| 5 | Малечкіно       | 2 200                  | 2 152                  |
| 6 | Шухободь        | 1 542                  | 1 454                  |
| 7 | Шулма           | 1 156                  | 1 305                  |
| 8 | Ірдоматка       | 1 056                  | 1 138                  |
| 9 | Мякса           | 1 143                  | 1 130                  |